# Цирк
Цирк представља место на коме се формира долински ледник. То је амфитеатрално удубљење, стрмих страна и благо заталасаног дна. Једна страна је отворена и то место је сведено на заобљен праг. Иницијалну депресију за постанак цирка представља челенка некадашњег водотока. Изузетно, у крашким теренима, иницијалне депресије за формирање цирка могу бити велике вртаче или увале. У флувијалном процесу, челенка је левкасто удубљење, благих страна, које је нагнуто у смеру водотока. Међутим, у глацијалном процесу се та депресија модификује у амфитеатралну депресију, која има изразито стрме, а понекад и вертикалне стране. Модификација челенке водотока објашњава се специфичном ерозијом ледника. С обзиром на његову веома малу брзину, велика кинетичка енергија ледника потиче од огромне масе леда која полази из цирка. Из тог разлога је ерозија ледника усмерена у вертикалном правцу, што изазива продубљавање челенке (цирка) и повећање нагиба страна.
Уколико се цирк налази у близини снежне границе, лед који се у њему формира недовољан је за стварање ледника, који би се кретао гравитационо наниже. У том случају, лед остаје у цирку, и назива се циркни, или циркусни ледник. Цирк из којег не полази лед назива се висећи цирк.
Циркови су карактеристика алпског типа ледника, када он у ствари представља место са кога полази ледник, који се својим валовом даље креће низ падину. У случају покровног типа ледника се не јављају, или могу настати у ретким случајевима, на високим и стрмим планинама. На просторима развоја покровног типа ледника, морфолошки значај циркова је занемарљив. Ово се објашњава чињеницом да се покровни тип ледника развија планарно, па је занемарљив утицај било ког линеамента по коме би се он кретао. У многим некадашњим цирковима, који се сада налазе испод снежне границе, налазе се језера, која се називају циркна језера.
Конкавни облик глацијалног цирка је отворен на низбрдици, док је купасти део углавном стрм. Падине налик литици, низ које се спајају лед и залеђени остаци, формирају три или више виших страна. Под цирка завршава у облику зделе, јер је то комплексна зона конвергенције комбиновања токова леда из више праваца и њихових пратећих стенских терета. Отуда, он доживљава нешто веће силе ерозије и најчешће је прекомерно продубљен испод нивоа ниског испуста (сцене) цирка и његове долине низ косину. Ако је цирк подложан сезонском топљењу, дно цирка најчешће формира тарн (мало језеро) иза бране, што означава низводну границу глацијалног предубљења. Сама брана може бити састављена од морене, глацијалног тила или ивице темељне стене.

## Формација

### Формирање глацијално-ерозионог цирка
Глацијални циркови налазе се међу планинским ланцима широм света; 'класични' циркови су типично дуги око један километар и широки један километар. Смештени високо на планинској падини близу линије фирна, обично су делимично окружени са три стране стрмим литицама. Највиша литица се често назива зидом главе. Четврта страна чини ивицу или праг, страну на којој је глечер отицао од цирка. Многи глацијални циркови садрже тарнове преграђене расутим каменом или прагом темељне стене. Када се акумулира довољно снега, он може да истече кроз отвор посуде и формира долинске глечере који могу бити дуги неколико километара.
Циркови се формирају у повољним условима; на северној хемисфери услови обухватају североисточну падину где су заштићени од већине сунчеве енергије и од преовлађујућих ветрова. Ове области су заштићене од врућине, подстичући накупљање снега; ако се нагомилавање снега повећава, снег се претвара у глацијални лед. Следи процес нивације, при чему се удубљење на падини може увећати временским утицајем сегрегације леда и глацијалне ерозије. Сегрегација леда еродира вертикалну стену и узрокује њено распадање, што може довести до лавине која обара још снега и камења који ће се додати растућем глечеру. На крају, ова шупљина може постати довољно велика да се глацијална ерозија интензивира. Проширивање ове отворене удубине ствара већу зону таложења у заветрини, подстичући процес глацијације. Крхотине у леду такође могу да доведу до абразије површине; ако се лед помера низ падину, то има „ефекат брусног папира“ на стени испод, по којој струже.
На крају, удубљење може попримити облик велике зделе на страни планине, с тим да је чеони зид оштећен због сегрегације леда, а такође бива еродиран чупањем. Базен ће постати дубљи како буде и даље еродиран сегрегацијом леда и абразијом. Ако се сегрегација леда, чупање и абразија наставе, димензије цирка ће се повећати, али ће пропорција рељефа остати приближно иста. Бергшрунд се формира када кретање глечера одвоји покретни лед од непокретног леда формирајући пукотину. Метода ерозије чеоног зида који лежи између површине глечера и пода цирка приписује се механизмима замрзавања-одмрзавања. Температура унутар бергшрунда се веома мало мења, међутим, студије су показале да се сегрегација леда (разбијање мраза) може десити само са малим променама температуре. Вода која тече у бергшрунд може се охладити до температуре смрзавања околним ледом, омогућавајући механизме замрзавања и одмрзавања.
Ако се два суседна цирка еродирају један према другом, формира се арете или стрм бочни гребен. Када три или више циркова еродирају један према другом, ствара се пирамидални врх. У неким случајевима, један или више арета ће сачињавати приступ овом врху. Матерхорн у европским Алпима је пример таквог врха.
Тамо где се циркови формирају један иза другог, степениште циркова настаје као код Застлер Лоха у Шварцвалду.
Пошто глечери могу настати само изнад снежне границе, проучавање локације данашњих циркова пружа информације о прошлим обрасцима глацијације и климатским променама.

### Флувијално-ерозиона формација цирка
Иако је у мање уобичајеној употреби, израз цирк се такође користи за карактеристике флувијалне ерозије у облику амфитеатра. На пример, приближно  200 km2 (77 sq mi) антиклинални ерозијски круг налази се на 30° 35′ N 34° 45′ E / 30.583° С; 34.750° И на јужној граници висоравни Негев. Овај ерозиони цирк или махтеш настао је испрекиданим током реке у Махтеш Рамону који је секао слојеве кречњака и креде, што је резултирало зидовима цирка са стрмим падом од 200 m (660 ft). Цирк ду Боут ду Монд је још једно такво обележје, створено на крашком терену у региону Бургоња у департману Златне обале у Француској.
Још један тип цирка који је формиран флувијалном ерозијом налази се на острву Реинион, који укључује највишу вулканску структуру у Индијском океану. Острво се састоји од активног вулканског штита (Питон де ла Фоурнаисе) и угашеног, дубоко еродираног вулкана (Питон де ла Фурнез). Три цирка су тамо еродирала у низу агломерираних, фрагментираних стена и вулканске брече повезане са јастучастим лавама прекривеним кохерентнијим, чврстим лавама.
Заједничка карактеристика за све циркове флувијалне ерозије је терен који укључује горње конструкције отпорне на ерозију изнад материјала који се лакше еродирају.